# Bau (district)
Bau is een district in de Maleisische deelstaat Sarawak.
Het district telt 54.000 inwoners op een oppervlakte van 890 km².